# Lourquen
Lourquen é uma comuna francesa na região administrativa da Nova Aquitânia, no departamento Landes. Estende-se por uma área de 5,86 km². Em 2010 a comuna tinha 186 habitantes (densidade: 31,7 hab./km²).